# Cova de l'Albaroc

La Cova de l'Albaroc  est un site préhistorique situé dans la commune de Borriol (comarque de Plana Alta), dans la province de Castellón en Espagne,.
Cet abri sous roche recèle des gravures d'art rupestre ont permis de dater le site archéologique de la période de l'art levantin à une date proche de 10.000 ans av. J.-C.. Le personnage le plus remarquable est El Arquero ou El Bruixot  comme on l'appelle localement. Il fait partie de l'ensemble de l'art rupestre du bassin méditerranéen de la péninsule Ibérique déclaré patrimoine mondial par l'UNESCO en 1998.

## Découverte

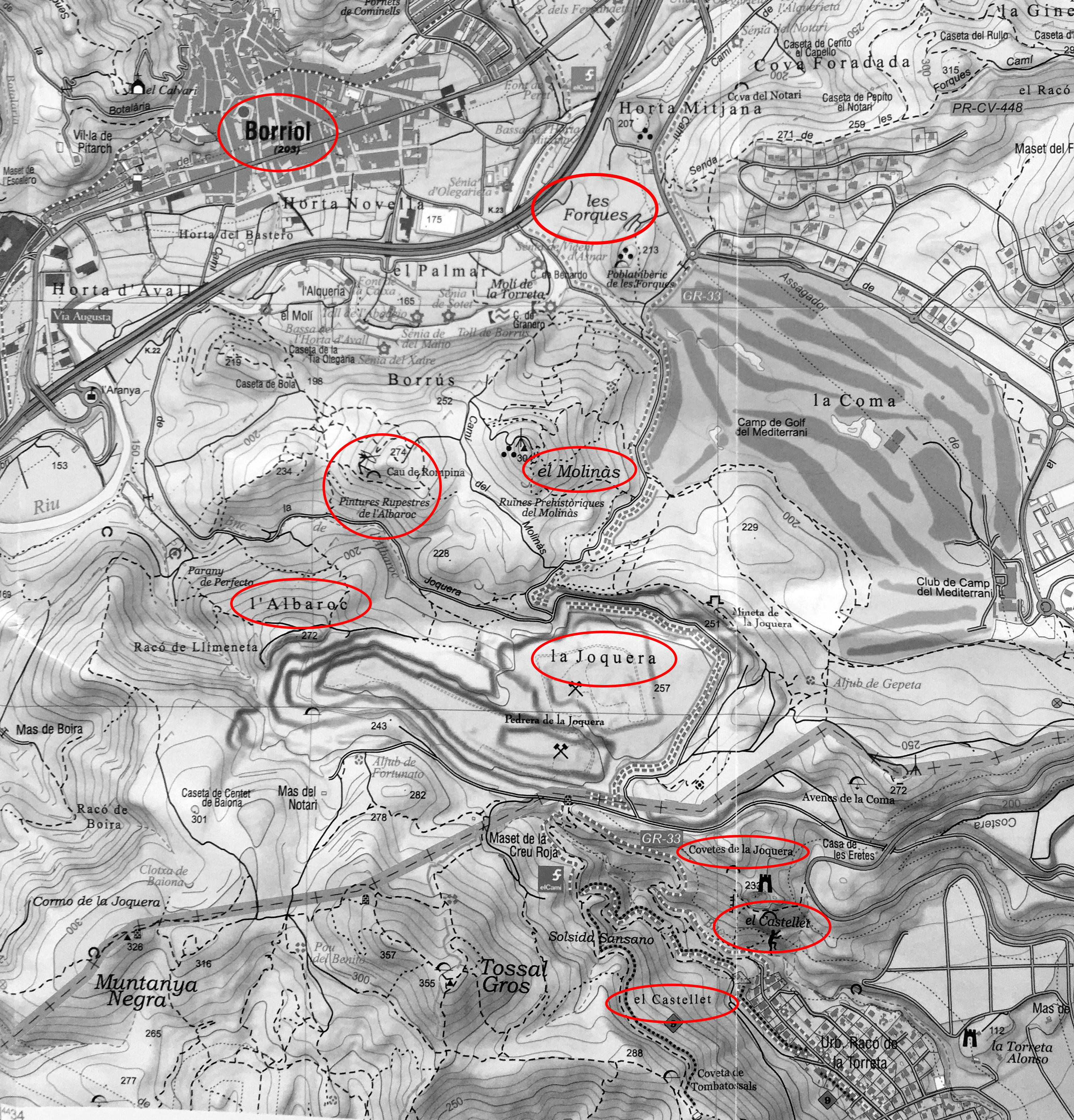
Découvertes archéologiques dans la commune de Borriol.

Les peintures rupestres de La Joquera ou de l'Albaroc ont été découvertes le 18 mai 1930 par le peintre Juan Bautista Porcar Ripollés dans la commune de Borriol. Le tracé qu'il fit des dessins fut publié dans le Boletín de la Sociedad Castellonense de Cultura en 1932.
En 1923, un groupe d'archéologues, dont Francesc Esteve i Gálvez (es), effectuèrent une exploration dans la zone du Tossal del Castellet, où ils trouvèrent quatre tombes, bien qu'ils n'obtinrent des vestiges d'une certaine importance que dans deux d'entre eux. Sur un autre promontoire voisin, connu sous le nom de Les Forques, s'est établi un village ibérique dont on peut voir une partie de sa structure tandis que des restes de céramiques et quelques ustensiles ont été trouvés.

## Localisation et description
L'abri sous roche est situé au sommet du Barranco d'Albaroc, à environ 248 m d'altitude. Il est orienté sud-ouest et creusé dans des blocs de pierres artondies roses, d'une profondeur d'environ 4 m, d'une hauteur de 1,90 m à l'entrée et d'une largeur de 2 m. Il est situé à proximité de la rivière Borriol et d'autres lieux d'intérêt tels que deux petites villes anciennes connues sous le nom de Castellet et Molinás.

« Tandis qu'à l'ouest domine le Trias, qu'il s'agisse de grès rouges durs ou de calcaires compacts et sombres, avec quelques restes de gypse et de marnes, à l'est on retrouve une roche beaucoup plus uniforme : de fines couches de grès blanc très friables, des argiles jaunâtres et, surtout, de puissants bancs calcaires riches en fossiles caractéristiques d'une mer peu profonde du Crétacé inférieur »

.
Comme d'autres abris et grottes de l'arche rocheuse méditerranéenne, ceux-ci sont généralement orientés vers le sud, à proximité de ravins d'où l'on peut repérer, pour la chasse, les troupeaux d'animaux qui vont s'abreuver à la rivière.

## Peinture rupestre

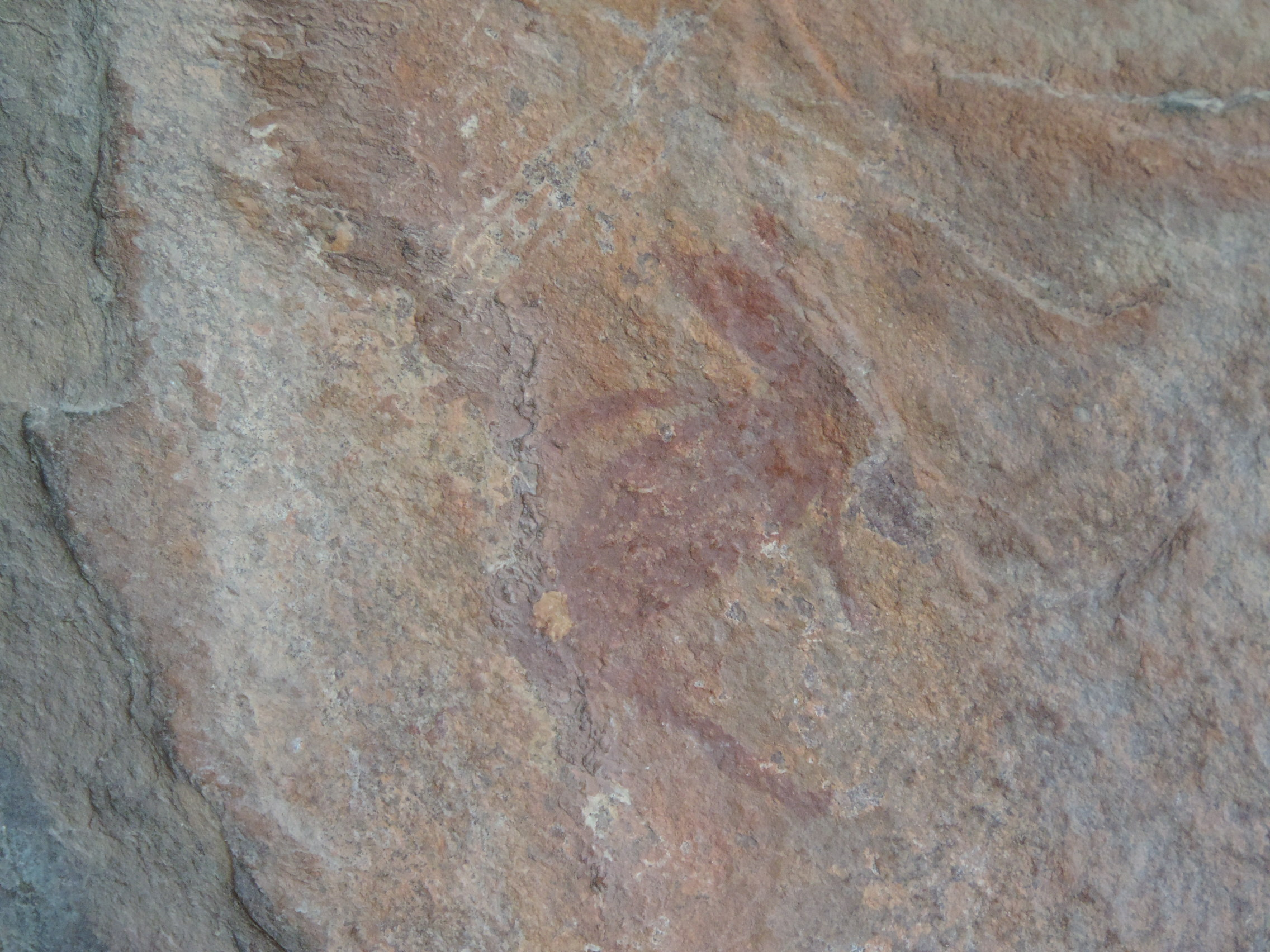
El Arquero de la Joquera.

L'une des particularités de cette peinture rupestre est qu'elle est la plus proche de la mer de toutes celles trouvées dans la province de Castellón. Plus précisément à neuf kilomètres de la mer Méditerranée. Les peintures conservées dans la Cova de la Joquera appartiennent à l'art rupestre levantin. Les chiffres sont schématiques. Techniquement, une encre rouge monochrome et plate a été utilisée pour représenter le volume. Étant sur le grès rose de la pierre rodeno, il est difficile de bien différencier les formes.
Au niveau thématique, se distingue la figure du Guerrero, Arquero ou Bruixot, avec une taille de 11 cm de haut. Il porte une coiffe à deux pointes (ou peut-être deux plumes) et à la main un bâton ou une flèche. C'est une silhouette dynamique aux jambes ouvertes qui accentuent le mouvement. Il s'agit d'une convention graphique caractéristique de l'art leantin du Néolithique. En raison du volume du tronc et des membres inférieurs courts, quelque peu éloignés du naturalisme de la représentation précédente, la figure serait encadrée dans ce qu'on appelle l'horizon stylistique de type Cingle. Ceci est également confirmé par la diminution progressive de la taille des chiffres.